# René Binder
Pour les articles homonymes, voir Binder.
René Binder, né le 1er janvier 1992 à Innsbruck, est un pilote automobile autrichien qui participe en 2020 au championnat d'European Le Mans Series avec l'écurie Inter Europol Competition.

## Biographie

### Débuts en monoplace en Allemagne (2009-2012)
Neveu de l'ancien pilote de Formule 1 Hans Binder, René Binder débute en monoplace en 2009 en ADAC Formel Masters, avec l'écurie Abt Sportsline. Il obtient trois podiums et termine 7e du championnat tandis que son équipier Daniel Abt, le fils du fondateur de l'écurie, est sacré champion.
En 2010, il prend part au championnat d'Allemagne de Formule 3 et rentre trois fois dans les points. Il obtient notamment un podium à Assen et il termine 12e avec 18 points. Il continue dans le même championnat en 2011 et termine cette fois-ci à la 8e place finale, avec une 3e place comme meilleur résultat obtenu sur la Motorsport Arena Oschersleben. Il change une dernière fois d'écurie et rejoint Van Amersfoort Racing en 2012. Cette saison est bien plus fructueuse que les deux précédentes puisque Binder monte sept fois sur le podium et remporte trois courses. Il marque 191 points et se classe 6e du championnat.

### Difficultés en GP2 Series (2012-2015)

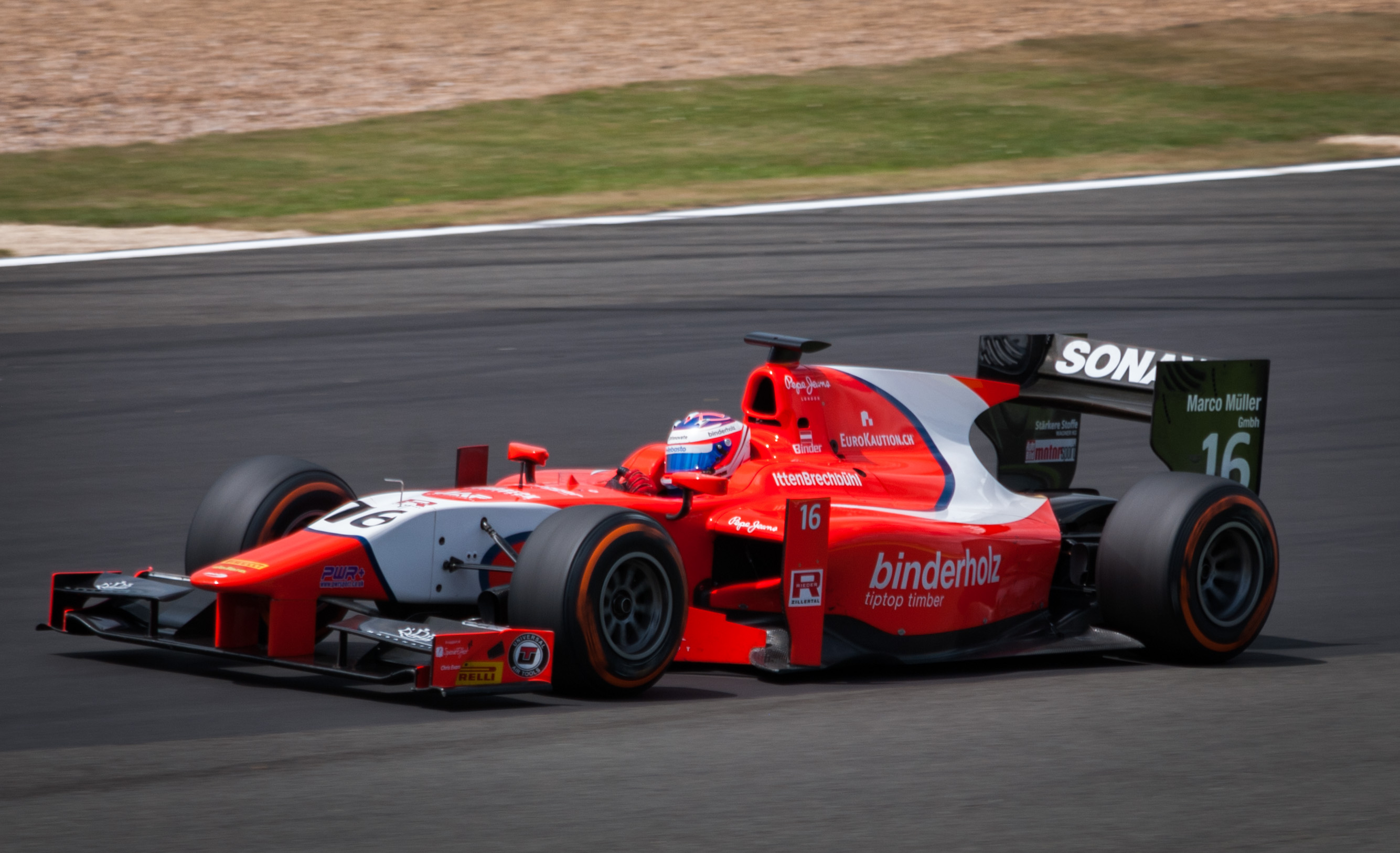
René Binder en 2014.

Grâce à ces bonnes performances, il participe en parallèle aux dernières manches du championnat de GP2 Series 2012 avec l'écurie italienne Venezuela GP Lazarus. En six courses, son meilleur résultat est une 13e place à Monza. Il ne marque donc aucun point et est 31e au classement des pilotes. Il est conservé par le Team Lazarus en 2013 et marque ses premiers points dès la deuxième course de la saison à Sepang. René Binder marque deux autres fois des points lors des deux courses de Monaco et termine 23e du championnat avec 11 points inscrits.
Il passe chez Arden International en 2014
 et inscrit ses seuls points de la saison lors des deux premières courses à Bahreïn, avec une 9e et une 8e place. Il termine 25e du championnat et change de nouveau d'écurie en 2016, où il rejoint Trident Racing. Il est très facilement dominé par le pilote de la Ferrari Driver Academy Raffaele Marciello, qui inscrit 110 des 111 points de l'écurie. Binder ne marque en effet aucun point en six manches et est remercié. Il rejoint alors MP Motorsport à partir de Monza, où il inscrit 2 points, afin de remplacer Daniël de Jong blessé aux vertèbres. Il se classe 22e du championnat.
Il effectue une pige pour l'écurie Pons Racing en Formule Renault 3.5 Series sur le Nürburgring termine 8e de la course du dimanche, inscrivant ainsi 4 points.

### La Formule V8 3.5 (2016-2017)
Binder quitte le GP2 Series et rejoint à 24 ans le championnat de Formule V8 3.5 en 2016. Il court avec l'écurie Lotus et est associé au franco-israélien Roy Nissany. Il réalise un début de saison solide et monte quatre fois sur le podium en dix courses. Sa deuxième partie de saison est plus irrégulière, il connaît deux abandons et n'obtient qu'un seul autre podium à Monza. Avec 161 points, il se classe 7e du championnat, un classement qu'il n'avait pas obtenu depuis 2012.
Il remplace Nobuharu Matsushita chez ART Grand Prix en GP2 sur le Red Bull Ring, le Japonais étant suspendu une course pour conduite dangereuse lors du meeting précédent à Bakou. Il réalise deux courses anonymes et termine loin des points. Il roule également à Hockenheim avec Carlin Motorsport en remplacement de Sergio Canamasas, mais termine hors des points ici aussi.
Toujours chez Lotus en 2017, il obtient son premier podium à Spa-Francorchamps puis remporte les deux courses de Monza, ses premières victoires depuis 2012. Il se retrouve alors temporairement en tête du championnat mais ne parvient plus à monter sur le podium et chute jusqu'à la 6e place après les manches de Mexico. René Binder se rattrape à Austin en remportant sa troisième course de l'année, après avoir obtenu la pole position. Il s'impose lors de la toute dernière course de la discipline à Bahreïn et termine 4e du championnat, à égalité de points avec Roy Nissany mais devant au nombre de victoires. Il réapparaît brièvement en Formule 2 à Jerez avec Rapax sans inscrire de point.

### Courte aventure en IndyCar Series (2018)
En janvier 2018, Juncos Racing annonce que René Binder est engagé pour participer à au moins quatre courses d'IndyCar Series, sur les circuits routiers. Il dispute finalement six courses et se classe 28e du championnat.

### L'endurance (depuis 2018)

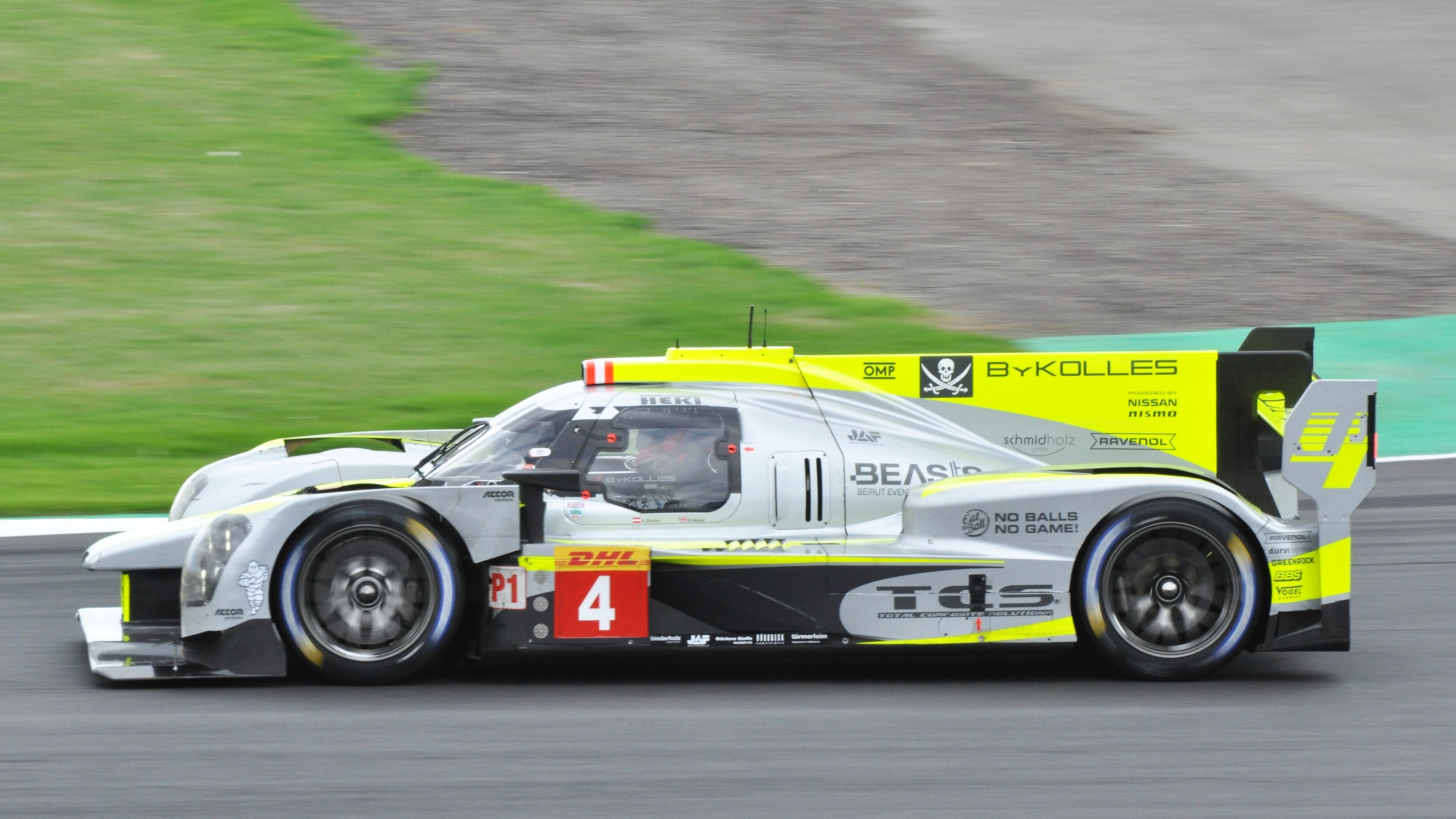
René Binder lors des 6 Heures de Silverstone 2018.

En août 2018, René Binder participe aux 6 Heures de Silverstone avec ByKolles Racing, mais ne voit pas l'arrivée de la course.
En 2019, il s'engage en European Le Mans Series avec Panis-Barthez Compétition. En juin, il participe pour la première fois aux 24 Heures du Mans, en catégorie LMP2, et termine à la 13e position.
René Binder rejoint Inter Europol Competition pour la saison 2020. Lui et son équipage terminent à la 42e place des 24 Heures du Mans.

## Carrière

### Résultats en monoplace
| Saison | Championnat                          | Écurie                | Courses | Victoires | Pole positions | Meilleurs tours | Podiums | Points | Classement |
| ------ | ------------------------------------ | --------------------- | ------- | --------- | -------------- | --------------- | ------- | ------ | ---------- |
| 2009   | ADAC Formel Masters                  | Team Abt Sportsline   | 16      | 0         | 0              | 1               | 3       | 90     | 7e         |
| 2010   | Championnat d'Allemagne de Formule 3 | Motopark Academy      | 18      | 0         | 0              | 0               | 1       | 12     | 12e        |
| 2011   | Championnat d'Allemagne de Formule 3 | Jo Zeller Racing      | 16      | 0         | 0              | 0               | 1       | 26     | 8e         |
| 2012   | Championnat d'Allemagne de Formule 3 | Van Amersfoort Racing | 27      | 3         | 0              | 1               | 7       | 191    | 6e         |
| 2012   | GP2 Series                           | Venezuela GP Lazarus  | 6       | 0         | 0              | 0               | 0       | 0      | 31e        |
| 2013   | GP2 Series                           | Venezuela GP Lazarus  | 21      | 0         | 0              | 0               | 0       | 11     | 23e        |
| 2014   | GP2 Series                           | Arden International   | 22      | 0         | 0              | 0               | 0       | 3      | 25e        |
| 2015   | GP2 Series                           | Trident Racing        | 12      | 0         | 0              | 0               | 0       | 2      | 22e        |
| 2015   | GP2 Series                           | MP Motorsport         | 7       | 0         | 0              | 0               | 0       | 2      | 22e        |
| 2015   | Formule Renault 3.5                  | Pons Racing           | 2       | 0         | 0              | 0               | 0       | 4      | 22e        |
| 2016   | Formule V8 3.5                       | Lotus                 | 18      | 0         | 0              | 0               | 5       | 161    | 7e         |
| 2017   | Formule V8 3.5                       | Lotus                 | 18      | 4         | 2              | 2               | 5       | 201    | 4e         |
| 2018   | IndyCar Series                       | Juncos Racing         | 6       | 0         | 0              | 0               | 0       | 61     | 28e        |

### Résultats aux 24 Heures du Mans
| Année | Équipe                    | no | Châssis        | Moteur                | Pneus    | Catégorie | Équipiers                          | Tours | Résultat |
| ----- | ------------------------- | -- | -------------- | --------------------- | -------- | --------- | ---------------------------------- | ----- | -------- |
| 2019  | Panis-Barthez Compétition | 23 | Ligier JS P217 | Gibson GK428 4,2 l V8 | Dunlop   | LMP2      | Will Stevens Julien Canal          | 362   | 13e      |
| 2020  | Inter Europol Competition | 34 | Ligier JS P217 | Gibson GK428 4,2 l V8 | Michelin | LMP2      | Matevos Isaakyan Jakub Śmiechowski | 316   | 42e      |